# Tales of Eternia Online
Tales of Eternia Online (яп. テイルズオブエターニアオンライン Тэйрудзу обу Эта:ниа Онраин) — массовая многопользовательская ролевая онлайн-игра, разработанная компаниями Namco и Dwango и выпущенная 3 марта 2006 года в Японии. Данная игра является первой MMORPG в серии. События разворачивался в той же вселенной, что и в игре Tales of Eternia для PlayStation, сразу после того, как отряд Рида пересёк Мост света и отправился в Селестию.
Первый этап закрытого бета-тестирования начался 7 июля 2005 года (хотя изначально был запланирован на начало весны), второй — 16 января 2006. Открытое бета-тестирование продолжалось с 16 по 28 февраля того же года. Спустя всего год, в январе 2007 года Namco заявила, что игровые сервера будут отключены 31 марта 2007 года. Это объяснялось тем, что игра не пользовалась большой популярностью, и количество активных учётных записей постоянно падало.

## Игровой процесс
Каждый игрок имел возможность создать персонажа одного из пяти классов. Прототипом для каждого класса послужил персонаж Tales of Eternia.
- Мечник — мастер ближнего боя, наносящий значительный физический урон. Он может быть экипирован таким оружием как меч, кинжал, копьё и топор. Прототипом выступил Рассиус.
- Воин — единственный персонаж, который может быть экипирован щитом. Имеет высокие показатели защиты и особые навыки, защищающие весь отряд. Прообразом этого класса стал Рид, главный герой Tales of Eternia.
- Клерик — специализируется на лечении и баффе других персонажей. Прототипом выступила Мереди.
- Маг — наносит значительный урон своими заклинаниями. Прообразом стал Кил.
- Боец — благодаря высоким показателям ловкости может легко уклоняться от атак и выполнять комбинированные приёмы. Кроме того, боец имеет несколько навыков поддержки. Прототипом выступила Фара.

В отряде может находиться не более четырёх персонажей любого класса. Количество очков опыта, получаемых после сражения, высчитывается исходя из среднего уровня всех игроков в отряде, причём игроки более высокого уровня получают бо́льшую долю. Тем не менее, можно настроить параметры таким образом, что все участники сражения будут получать одинаковое количество опыта.
Боевая система очень похожа на ту, которая присутствует в Tales of Eternia: поле битвы двухмерное, персонажи могут перемещаться только вперёд-назад и прыгать (прыжки выполняются автоматически, в зависимости от положения цели). Если отряд напал на монстра, то другие игроки не могут присоединиться к битве — это сделано для того, чтобы избежать «кражи» опыта. Однако, при необходимости игроки могут нажать «кнопку паники», прося других участников помочь им.
Помимо сражений, игроки могли исследовать мир, общаться между собой, заниматься готовкой и выполнять другие действия.